# Голова Удмуртської Республіки
Голова́ Удму́ртської Респу́бліки — найвища посада Удмуртської Республіки в складі Росії, особа, яка очолює найвищий орган виконавчої влади в Удмуртії — Уряд Удмуртської Республіки. Статус та повноваження голови республіки визначаються главою 6 Конституції Удмуртії.
Згідно з Конституцією, прийнятою 7 грудня 1994 року, виконавчу владу в республіці здійснює Уряд Удмуртії. Посада Президента Удмуртії була створена в 2000 році законом Удмуртії від 18 квітня 2000 року № 169-II «Про внесення поправок в Конституцію Удмуртської Республіки». При таємному голосуванні на посаду був назначений Голова Державної Ради Олександр Волков.
З 2005 року повноваження Президента Удмуртії надаються по представленню Президента Росії. 20 лютого 2009 року Дмитро Медведєв наділив повноваженнями Олександра Волкова.
6 травня 2011 року поправками до конституції було закріплено нову назву посади — Глава Удмуртської Республіки. Зараз головує Олександр Бречалов

## Список президентів Удмуртії
| № | Президент                      | Президент | Термін          | Термін | Партійність   |
| - | ------------------------------ | --------- | --------------- | ------ | ------------- |
| 1 | Волков Олександр Олександрович |           | 18 квітня 2000  | 2004   | «Єдина Росія» |
| 2 | Волков Олександр Олександрович |           | 15 березня 2004 | 2009   | «Єдина Росія» |
| 3 | Волков Олександр Олександрович |           | 20 лютого 2009  | 2014   | «Єдина Росія» |